# Antonitercitytours
Die AntoniterCityTours sind ein Stadtführungsprogramm in Köln. Sie sind 1989 als „Köln mit anderen Augen“ gegründet worden und somit eines der ältesten Kölner Stadtführungsprogramme auf dem Markt. Benannt sind sie nach der Antoniterkirche (Köln), der ersten Kirche auf Kölner Stadtgebiet, in der ein evangelischer Gottesdienst gefeiert wurde. Als Angebot der Evangelischen Gemeinde Köln bieten die AntoniterCityTours Kirchenführungen, Friedhofsführungen, Stadtteilführungen und thematische Rundgänge in und um Köln an. Adressaten sind nicht nur Touristen, sondern auch Kölner, die ihre Stadt besser kennenlernen wollen. Ein besonderes Markenzeichen sind neben den musikalischen Spaziergängen die Führungen „Wie ich Köln sehe“, in denen Prominente wie etwa der Journalist Armin Maiwald, der Architekt Peter Busmann, der ehemalige EKD-Vorsitzende Manfred Kock, Louwrens Langevoort, Intendant der Kölner Philharmonie, oder andere im Dialog mit einem Stadtführer ihre persönliche Sicht auf Köln vermitteln.
Als Stadtführer aktiv sind bei den AntoniterCityTours unter anderem der ehemalige Kölner Stadtkonservator Ulrich Krings, der Publizist Günter Leitner, die Buchautoren Klaus Schmidt und Christina Bacher sowie der Literatur- und Kulturwissenschaftler Anselm Weyer. Verantwortlich für die Konzeption der AntoniterCityTours ist Annette Scholl.
Neben den Stadtführungen sind inzwischen unter dem Label der AntoniterCityTours auch zahlreiche Produkte erschienen, etwa Broschüren über Orte evangelischer Identität, beispielsweise zum Geusenfriedhof (ältester evangelischer Friedhof im Rheinland), zum evangelischen Friedhof in Mülheim am Rhein und zum Melatenfriedhof, oder zu Personen wie Ina Gschlössl.
Das Programm hat als Mittel evangelischer Profilierung sowie alternativer, sich selbst refinanzierender Öffentlichkeitsarbeit viel Interesse gerade im kirchlichen Bereich hervorgerufen. Unter anderem ist das Stadtführungsprogramm AntoniterCityTours von der Evangelischen Kirche in Deutschland (EKD) als Projekt des Monats ausgezeichnet worden. Der Evangelische Kirchenkreis Berlin Stadtmitte, dem mit Bertold Höcker der ehemalige Pfarrer der Antoniterkirche Köln als Superintendent vorsteht, startete mit „Cross Roads – Berlin mit anderen Augen“ ebenfalls ein Stadtführungskonzept, das dezidiert an die AntoniterCityTours angelehnt ist und im Untertitel eindeutig auf den Slogan und Ursprungsnamen der AntoniterCityTours („Köln mit anderen Augen“) verweist.

## Publikationen
- Armin Beuscher, Asja Bölke, Günter Leitner, Antje Löhr-Sieberg & Anselm Weyer: AntoniterCityTours präsentieren: Melaten erzählt von protestantischem Leben. Ein Rundgang. Herausgegeben von Annette Scholl im Auftrag der Evangelischen Gemeinde Köln. 2010, ISBN 978-3-942186-01-8
- Wilma Falk-van Rees, Dietrich Grütjen, Annette Scholl (Hrsg.): Ich weisz an welchen ich glaube. Ein Rundgang über den evangelischen Friedhof in Köln-Mülheim. Köln 2010, ISBN 978-3-942186-00-1.
- Anselm Weyer: AntoniterCityTours präsentieren: Ina Gschlössl. Der Traum vom Pfarramt. Herausgegeben von Annette Scholl im Auftrag der Evangelischen Gemeinde Köln. Köln 2010 (ISBN 978-3-942186-02-5)
- Barlachs Engel. Stimmen zum Kölner Schwebenden. Herausgegeben von Antje Löhr-Sieberg und Annette Scholl unter Mitarbeit von Anselm Weyer. Greven Verlag, Köln 2011, ISBN 978-3-7743-0481-9.
- Günter Leitner, Bernhard Buddeberg: Ich weiß, dass mein Erlöser lebt - Ein Rundgang über den evangelischen Geusenfriedhof in Köln. Hrsg.: Evangelische Gemeinde Köln. AntoniterCityTours präsentieren, Köln 2007.